# فرماندهی و تسخیر: جنگ تایبریوم
«فرماندهی و تسخیر: جنگ تایبریوم» (انگلیسی: Command & Conquer 3: Tiberium Wars) یک بازی ویدئویی در سبک راهبرد بی‌درنگ است که توسط الکترونیک آرتس و در سال ۲۰۰۷ منتشر شد. «فرماندهی و تسخیر: جنگ تایبریوم» در پلت‌فرم‌های اکس‌باکس ۳۶۰ و مایکروسافت ویندوز منتشر شده‌است.